# Honda Masazumi
Honda Masazumi est un nom japonais traditionnel ; le nom de famille (ou le nom d'école), Honda, précède donc le prénom (ou le nom d'artiste).
Honda Masazumi (本多 正純, 1566-5 avril 1637) est un samouraï de l'époque Azuchi Momoyama et du début de l'époque d'Edo qui servait le clan Tokugawa. Il devient plus tard daimyo (gouverneur de province) et est l'un des premiers rōjū (conseiller senior) du shogunat Tokugawa.

## Biographie
Né en 1565, Masazumi est le fils aîné de Honda Masanobu. Les deux servent ensemble Tokugawa Ieyasu. Masazumi se trouve dans la troupe principale lors de la bataille de Sekigahara en 1600 et est récompensé avec les biens de Ishida Mitsunari. Masazumi devient daimyo en 1608, avec un revenu de 33 000 koku.
Ieyasu lui faisait tellement confiance qu'il le chargea des initiatives diplomatiques avec la Chine.
Masazumi participe plus tard au siège d'Osaka puis, en 1616, il est fait toshiyori, une fonction qui prendra bientôt le nom de rōjū. Dans ce rôle, il travaille étroitement avec le second shogun retiré, Tokugawa Hidetada. Durant cette période, son revenu monte à 53 000 koku, puis à 155 000 koku en 1619. Cependant, en 1622, il tombe en disgrâce auprès de Hidetada et est exilé à Yokote dans le domaine de Kubota. Il y meurt en 1637 à l'âge de 73 ans.